# Филонова, Юлия Борисовна
Юлия Борисовна Филонова  (публично Юля Филонова) родилась в Санкт Петербурге. Род деятельности — теле- и радио ведущая, писатель, журналист, модель.

## Биография
Юля Филонова родилась в Санкт-Петербурге. С детства стремилась в журналистику. Выучила английский язык по текстам любимых музыкальных групп, закрепив результат на курсах. Занималась актёрским мастерством.
В 2000 году устроилась на петербургское радио «Рекорд 106.3FM» и в течение двух лет работала ведущей в прямом эфире.
В марте 2001 года от радио «Рекорд» Юлю Филонову отправляют на ежегодный конкурс красоты среди представительниц СМИ Петербурга, «Мисс Медиа». На конкурсе она занимает первое место, получив титул «Самая красивая девушка Медиа-Сферы», а также дополнительный приз как «Самая артистичная участница».
Незадолго до этого Юля была приглашена на телеканал «СТС-Петербург» (бывший «Шестой канал») в качестве ведущей развлекательной программы.
Юля Филонова известна своими интервью с мировыми деятелями электронной музыки. На её счету множество эксклюзивных интервью с представителями западного шоу-бизнеса, а также различными деятелями культуры и искусства.
В 2005 году окончила «Санкт-Петербургский государственный университет культуры и искусств», факультет музееведения и искусствоведения, с дополнительной специализацией «Менеджмент и маркетинг».
В августе 2006 года Юля Филонова была доставлена в городскую больницу на отделение пульмонологии в критическом состоянии. По словам друзей, она почувствовала себя плохо примерно за неделю до госпитализации, но не придавала значения своему состоянию. Спустя неделю мама телеведущей застала её дома практически без дыхания.
Юлия была срочно госпитализирована с диагнозом — тяжелая пневмония. По словам врачей, она находилась на волоске от смерти.
После лечения Юле Филоновой уже не довелось вернуться на прежнюю работу. Канал СТС закрыл вещание в Петербурге.
Юля не стала пытаться вернуться на телевидение, поскольку решила вплотную заняться писательством и блогингом.
Более восьми лет она вела популярный блог Dolce4dinner.com
Юля Филонова долгое время является строгой вегетарианкой, а также выступает против использования натурального меха. Она, одна из первых российских модных блогеров, полностью отказалась от натурального меха и начала агитировать своих читателей последовать её примеру, используя в фотосессиях только искусственный мех[значимость факта?]. Каждый год Юля снимает фотопроект в поддержку животных.
С 2010 года она ведёт блог в «Инстаграм»,  который много раз менял формат. С 2018 года пишет, в основном, о ментальном здоровье, психологии отношений, работе с энергией, красоте и здоровом образе жизни.
Юля Филонова эксперт в области анти-эйдж. Она известна тем, что необыкновенно молодо выглядит.
Разработала собственную методику самомассажа лица, основанную на азиатских техниках.
С 2005 года изучает различные направления в психиатрии. Изучала психологию в Университете, а также на специальных курсах.
Глянец
В 2005 году, ещё будучи телеведущей, Юля начинает сотрудничество с журналом «Cosmopolitan-Петербург», автором которого являлась в течение пяти лет.
В 2007 году она возглавила раздел «Знаменитости» в единственном петербургском журнале о моде «Dress-Code». Юля также вела авторскую колонку и продюсировала фотосессии в издании.
С журналом «Dress-Code» Юля периодически сотрудничала до 2023 года в качестве PR - директора и редактора специальных проектов.
Юля Филонова участвовала в показах известных дизайнеров в рамках таких событий, как Петербургская неделя моды «Дефиле на Неве», а также снималась в многочисленных фотосессиях в качестве модели.
В своём «Инстаграм» Юля написала, что с 2014 до 2018 года она не бралась за перо, поскольку боролась с тяжёлой депрессией.
На сегодняшний день Юля Филонова пишет, по большей части, о психологии.